# The Papers of Thomas Jefferson
The Papers of Thomas Jefferson es una edición académica de varios volúmenes dedicada a la publicación de los artículos públicos y privados de Thomas Jefferson, el tercer Presidente de los Estados Unidos. El proyecto, establecido en la Universidad de Princeton, es la edición definitiva de documentos escritos por o para Jefferson. El trabajo en la serie comenzó en 1944 y se llevó a cabo únicamente en Princeton hasta 1998, cuando la responsabilidad de editar documentos de los años de jubilación pospresidencial de Jefferson, 1809 hasta 1826, pasó a la Fundación Thomas Jefferson en Monticello. Esto permitió que el trabajo progresara simultáneamente en dos períodos diferentes de la vida de Jefferson y, por lo tanto, duplicó la producción de volúmenes sin comprometer los altos estándares establecidos para el proyecto.

## Historia
El proyecto surgió de un plan desarrollado en 1943 por Julian P. Boyd, el bibliotecario jefe de la Universidad de Princeton, un estudioso de la redacción de la Declaración de Independencia y el historiador de la Comisión del Bicentenario Thomas Jefferson. La Comisión encargó a Boyd que estudiara si sería factible o no una colección completa de los artículos de Jefferson. Antes de esto, menos del 20% de los artículos de Jefferson se habían publicado en cualquier formato y lo que se había publicado había sido muy selectivo y estaba poco o mal anotado.
Boyd, quien se desempeñó como el primer editor general del proyecto, tenía la intención de que el proyecto terminado estuviera lo suficientemente completo como para reemplazar lo que se había publicado anteriormente y garantizar que la tarea no tuviera que rehacerse en el futuro. La Universidad de Princeton acordó albergar el proyecto editorial y Princeton University Press también acordó publicar los volúmenes. La financiación inicial provino de The New York Times Company. Aunque el  gobierno de los Estados Unidos, que estaba en medio de la Segunda Guerra Mundial, no pudo financiar las primeras fases del trabajo del proyecto, tanto el presidente Franklin D. Roosevelt  y su sucesor Harry S. Truman fueron entusiastas partidarios. El primer volumen del proyecto fue lanzado en 1950 con elogios casi universales.
Tal como la concibió Boyd, la edición constaría de dos series: una cronológica y otra de actualidad. La serie cronológica incluye cartas escritas por y para Jefferson, así como otros documentos como memorandos, notas y discursos públicos de Jefferson. The Papers of Thomas Jefferson  se cita a sí mismo como la "primera edición documental histórica moderna" y ha ejercido una fuerte influencia en la presentación y organización de materiales para otras ediciones históricas. Proyectos similares han utilizado "Los documentos de Thomas Jefferson" como modelo.
Boyd continuó trabajando en los Papeles hasta su muerte en 1980. El sucesor inmediato de Boyd, Charles T. Cullen, introdujo la tecnología informática y la indexación sistemática de los volúmenes. Durante su vida trabajando en "Los papeles de Thomas Jefferson", Boyd creó ideales nuevos y más elevados para la edición histórica. Que sus sucesores Cullen y Catanzariti continuaron después de su muerte. Los editores posteriores han sido John Catanzariti, Barbara B. Oberg y James P. McClure.

### Editores generales
- Julian P. Boyd (Volúmenes 1 - 20) 1943-1980
- Charles T. Cullen (volúmenes 21-23) 1980-1986
- John Catanzariti (volúmenes 24-28) 1986-1998
- Barbara B. Oberg (volúmenes 29-41) 1999-2014
- James P. McClure (Volúmenes 42 - actual) 2014-

## Serie de jubilación
En 1998, la Universidad de Princeton se asoció con Thomas Jefferson Foundation, Inc., que es propietaria y opera Monticello, la plantación principal de Jefferson y el lugar donde pasó gran parte del resto de su vida. La Fundación asumió la responsabilidad de los documentos de Jefferson redactados entre el final de su presidencia el 4 de marzo de 1809 y su muerte el 4 de julio de 1826. Este nuevo esfuerzo, denominado Retirement Series, también es publicado por Princeton University Press en un formato similar. Con la ayuda de una subvención inicial de The Pew Charitable Trusts, el trabajo comenzó en 1999 en Monticello bajo el liderazgo editorial del historiador J. Jefferson Looney. Se espera que la Serie de Retiro se complete en veintitrés volúmenes anotados.

### Citas de Jefferson y cartas familiares
En 2004, Retirement Series lanzó un segundo proyecto, Jefferson Quotes & Family Letters, una colección de correspondencia digital de libre acceso por, para y entre miembros de, excluyendo aquellos hacia y desde el propio Jefferson. Más allá de la vida de Jefferson en cuanto a la experiencia de la familia en la guerra civil estadounidense, este material no había formado parte de los volúmenes principales de los Documentos y la mayor parte nunca se había publicado en otro lugar. Estas cartas y otros documentos brindan información personal sobre aspectos de la vida de Jefferson que rara vez destacó en sus propios escritos, además de proporcionar relatos de los primeros años de la Universidad de Virginia y de la vida doméstica, económica y social en Virginia del siglo XIX. Jefferson Quotes & Family Letters también presenta una colección cada vez mayor de citas de búsqueda por palabras clave de y sobre Thomas Jefferson. El proyecto está actualmente en curso y se agrega material nuevo con regularidad.

### Editores de la serie de jubilación
- J. Jefferson Looney (Retirement Series Volumes 1 - actual), 1999 -

## Segunda Serie
La edición de la Segunda Serie es una colección de textos de Jefferson que son más adecuados para un arreglo temático que cronológico. Esta segunda serie de la edición, publicada por Princeton University Press, consta de volúmenes comisionados editados por especialistas en la materia.
Los volúmenes publicados hasta ahora son los siguientes:
- Extractos de Jefferson de los Evangelios: la filosofía de Jesús y la vida y la moral de Jesús  (1983, editado por Dickinson W. Adams)
- Escritos parlamentarios de Jefferson: libro de bolsillo parlamentario y manual de práctica parlamentaria  (1988, editado por Wilbur Samuel Howell)
- Libro literario común de Jefferson  (1989, editado por Douglas L. Wilson)
- Jefferson Memorandum Books: Accounts, with Legal Records and Miscellany, 1767-1826  (1997, 2 volúmenes, editado por James A. Bear Jr. y Lucia C. Stanton)

## Alcance
El objetivo del proyecto es crear una colección lo más completa posible de documentos públicos y personales de Jefferson. El material recopilado para el proyecto incluye artículos y cartas escritos por Jefferson a lo largo de su vida, tanto personal como profesional. Para mostrar una versión completa de los eventos, el proyecto también incluye los documentos recibidos por Jefferson. Cuando se complete, el proyecto habrá recopilado documentos que abarcan desde el 14 de enero de 1760 hasta la muerte de Jefferson en 1826.
Los artículos publicados provienen de manuscritos originales en repositorios, bibliotecas y colecciones privadas de todo el mundo. Recopilados como fotocopias o escaneos digitales, luego se transcriben, verifican, anotan e indexan cuidadosamente para proporcionar el mayor contexto y accesibilidad posible.

## Diseño
El diseño de "Los papeles de Thomas Jefferson" fue creado por  Ganador del premio Goudy diseñador P. J. Conkwright de Princeton University Press, y un elemento del diseño fue una nueva fuente Linotype creada para la edición. Llamada Monticello, la fuente se basó en tipos de letra de la época de Jefferson. En 2003, el tipógrafo inglés Matthew Carter transformó la fuente en formato digital.

## Publicaciones

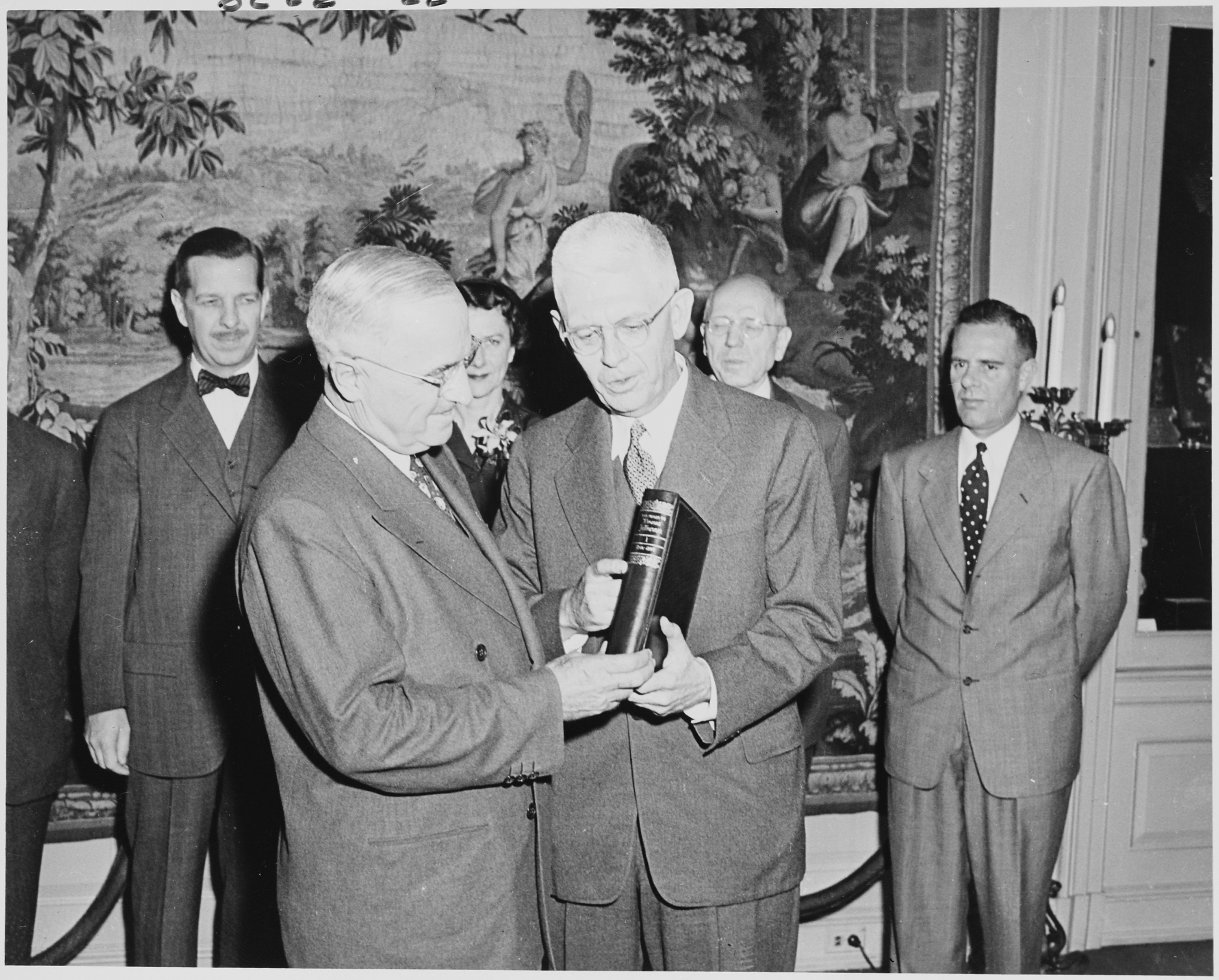
El presidente Truman en la Biblioteca del Congreso recibe la primera copia del Volumen Uno de Los Documentos de Thomas Jefferson.

Los volúmenes de "Los documentos de Thomas Jefferson" se publican en forma impresa a través de Princeton University Press para los documentos de Jefferson anteriores y posteriores a 1809. El primer volumen se publicó en 1950. En enero de 2015, el equipo editorial de Princeton ha producido 41 volúmenes de trabajo que abarcan los años comprendidos entre el 14 de enero de 1760 y el 15 de noviembre de 1803, con el primer volumen publicado en 1950. El equipo de Monticello ha completado 12 volúmenes a enero de 2016.

### Edición electrónica
A partir de abril de 2009, los volúmenes publicados pasaron a formar parte de la colección digital de la  University of Virginia Press American Founding Era, una versión de los volúmenes que se encuentran disponibles en su totalidad a través de su Rotonda, basada en suscripciones y que permite realizar búsquedas. impresión electrónica. Se agregan actualizaciones y nuevos documentos a esta edición a intervalos regulares y se agregan nuevos volúmenes a Rotunda dentro de los dos años posteriores a su publicación impresa. En junio de 2013, la edición electrónica también estuvo disponible a través de la plataforma acceso abierto Founders Online, patrocinada por la  Archivos Nacionales.

## Financiamiento
"Los Documentos de Thomas Jefferson" ha sido citado como un modelo exitoso de patrocinio público-privado por los  Archivos Nacionales. Además de la Universidad de Princeton y la Thomas Jefferson Foundation, Inc., el proyecto ha recibido el apoyo de la New York Times Company Foundation, el Packard Humanities Institute, la Florence Gould Foundation, Pew Charitable Trusts y otras fundaciones y individuos. El proyecto ha sido apoyado y ha podido continuar y crecer gracias al apoyo de muchas fundaciones e individuos. A partir de la década de 1960, el proyecto también recibió apoyo federal del National Endowment for the Humanities y la Comisión Nacional de Publicaciones y Registros Históricos.

## Recepción
La recepción crítica del proyecto y sus volúmenes publicados ha sido positiva. El historiador estadounidense  David Chesnutt escribió que el enfoque de Boyd a los documentos de Jefferson fue muy influyente, afirmando que "La edición histórica moderna data de la publicación del primer volumen de Julian Boyd de" Los papeles de Thomas Jefferson "en 1950. Aunque hubo compilaciones anteriores de los artículos de estadounidenses famosos, sus textos cuidadosamente preparados de las cartas de Jefferson y otros escritos, "con verrugas y todo", establecieron un nuevo estándar de precisión y confiabilidad.
El periodista y biógrafo estadounidense Jon Meacham también elogió los Documentos de Jefferson, calificándolos de "una de las empresas académicas más formidables y significativas de la vida estadounidense".

### Premios
- Título académico sobresaliente por la American Library Association (2005, ganado - por  The Papers of Thomas Jefferson: Retirement Series  Volumen 1)[29]